# 갯기름나물

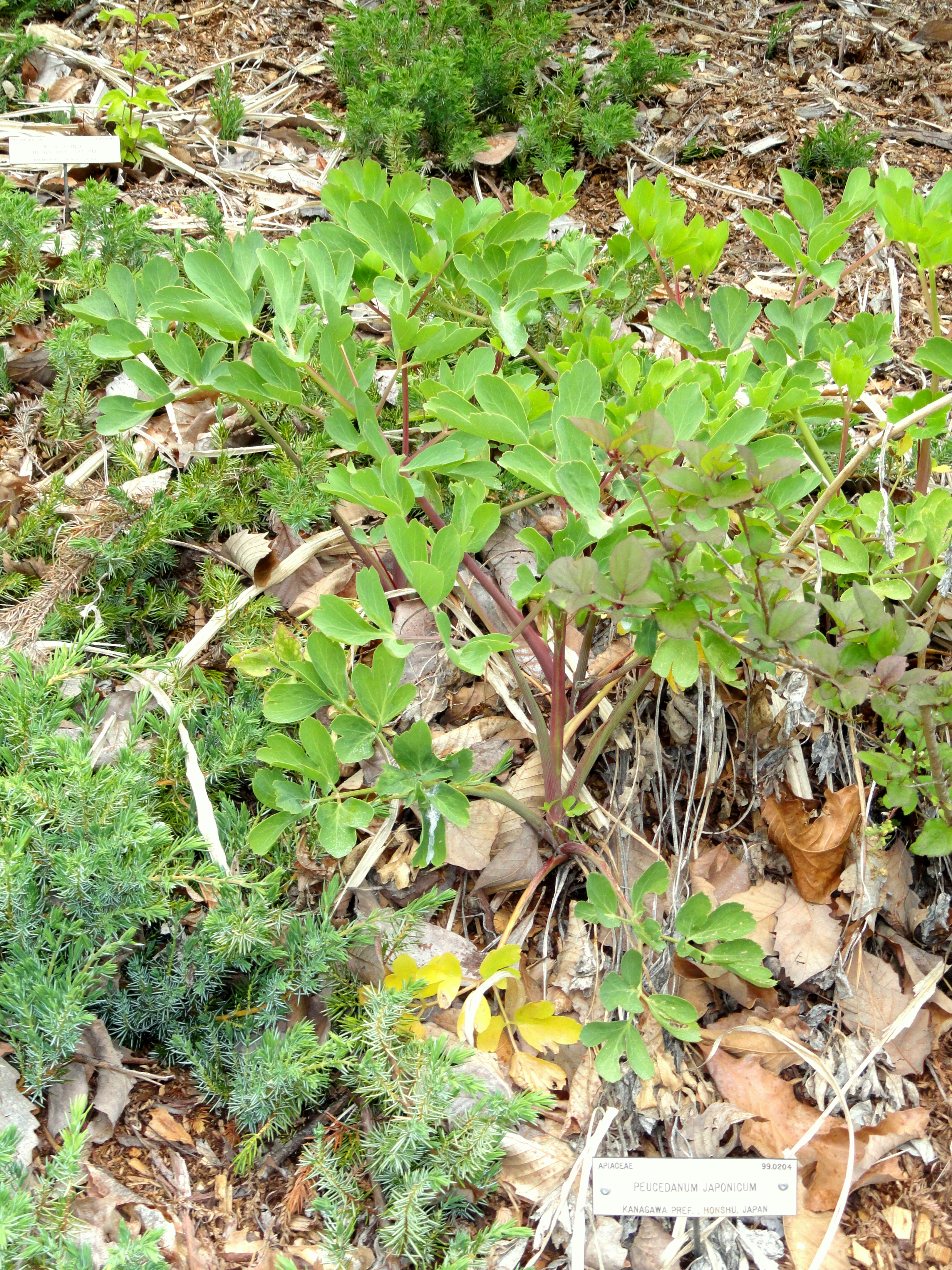

갯기름나물(Peucedanum japonicum, coastal hog fennel)은 약용 식물이 풍부한 미나리과(Apiaceae)에 속하는 갯방풍속의 종이다.

## 이명 출판
갯기름나물은 1784년 칼 페테르 툰베리에 의해 기술되었다.

## 설명
갯기름나물은 30-100 cm의 튼튼한 산형화서를 가지며 본질적으로 무모하다. 줄기는 자주 굴곡져 있다. 잎몸은 넓은 난형-삼각형이다. 크기는 35 x 25 cm이다. 얇은 혁질이며, 1-2개의 세 장의 작은 잎을 가지며, 난형-원형이고 3갈래로 갈라지며 너비는 7-9 cm이고 백분으로 덮여 있다. 중앙의 조각들은 거꾸로 된 달걀 모양의 쐐기형이고, 측면의 조각들은 비스듬한 난형이다. 산형화서는 너비가 4-10 cm이다; 포는 2-3개이거나 없으며, 난형-피침형이고 5-10 x 약 2 mm이며 유모이다. 1-5 cm의 15-30개의 줄기가 있으며, 고르지 않고 잔털이 있다. 8-10개의 작은 포가 있으며, 선형-피침형이고 꽃과 같거나 더 길다. 약 20개의 꽃이 달린 작은 산형화서가 있다. 꽃받침 조각은 퇴화되어 있다. 꽃잎은 자색 또는 흰색이며 뒷면에 거친 털이 있다. 암술대는 짧다. 열매는 장타원형-난형 또는 타원형이며, 길이는 6 x 4 mm이다. 털이 있으며, 특히 등쪽 능선에 많다; 측면 능선은 매우 두꺼운 날개를 가진다. 유조직은 작으며, 각 홈에 3-5개, 봉합선에 6-10개가 있다.
개화기는 6월부터 7월까지이며 결실기는 8월부터 9월까지이다.

## 서식지
이 식물은 해안 지역과 해안선 100미터 아래에 서식하며, 일반적으로 약간 산성에서 약알칼리성 토양에서 발견된다.

## 분포
갯기름나물은 중국의 푸젠성, 홍콩, 장쑤성, 산둥성, 대만 및 저장성과 일본, 한국, 필리핀에서 발견된다.

## 사용

### 한국
한국에서 이 식물은 공식 명칭은 갯기름나물(갯기름나물)이지만 일반적으로 방풍 또는 방풍나물로 불린다. 한국 요리에서는 갯기름나물 잎을 신선하게 쌈 채소로 사용하거나(회) 장아찌를 만들기 위해 간장과 식초에 절여 사용한다. 나물 요리의 주재료로 사용하거나 된장찌개, 묵 요리, 부침개, 칼국수, 수제비, 잡채, 밥, 심지어 한식 이탈리안 라자냐에도 허브로 추가할 수 있다.

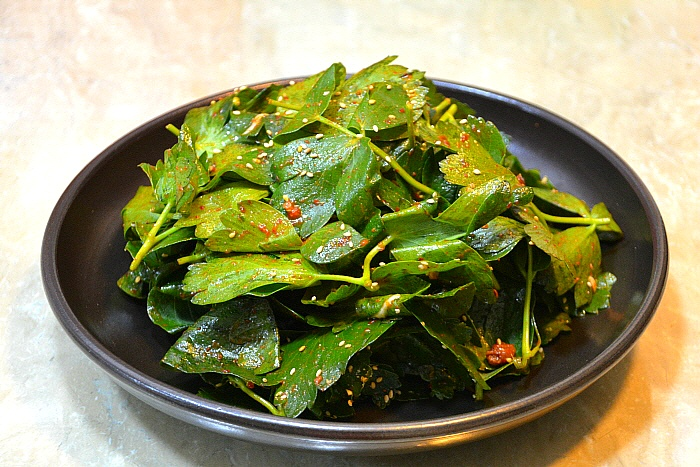
방풍나물 무침
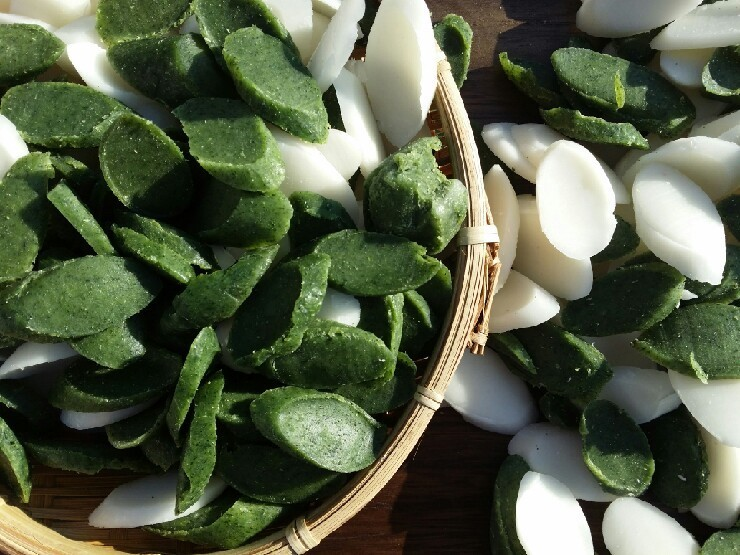
떡국에 들어가는 갯기름나물 떡

### 일본
일본에서는 오랜 역사를 통해 약효가 있다고 알려져 있다. 일본어 이름인 초메이구사(chyou-mei-gusa)는 장수 풀이라는 뜻이며, 신생아의 이름을 짓는 시라요이(shirayoi) 의식과 새 집 완공을 축하하는 야누요이(yahnuyoi) 행사에서 전통적인 일본 요리에 제공된다. 요나구니섬은 오키나와섬의 허브 생산량 중 90% 이상을 차지하며, 강황과 알로에에 이어 오키나와의 또 다른 중요한 약용 작물이 될 수 있다. 화장품 회사 시세이도는 갯기름나물을 타블렛, 분말 및 음료 형태의 건강 식품인 시세이도 장수 허브로 판매한다. 오키나와 사람들은 일본 본토에 비해 수명이 길고 암 발병률이 낮다. 일부 사람들은 이러한 장수가 식단 요인 때문이라고 생각하지만, 정확한 이유는 아직 확인되지 않았다. 고대에는 류큐 제도에서 갯기름나물 잎과 뿌리를 인후통 환자에게 치료제로 사용했다.

### 중국
중국 사람들은 빈하이첸후(滨海前胡)라고 발음한다. 옛 이름은 방규(防葵)였다.
열이 있는 사람은 복용하지 않아야 한다. 망상에 빠지고 귀신을 보게 하기 때문이다.
- 도홍경 (456-536 C.E.) - 마오산의 도교 수행자이자 갈홍의 추종자 - 510 C.E.에 쓴 글

위의 한국 요리 사용법과 달리, 중국에서는 이 식물을 약으로 여겼지만 건강에 해로울 수 있으며 많은 양을 섭취하면 섬망을 유발할 가능성이 있다고 생각했다: 
방규를 과도하게 복용하면 섬망에 빠지고 약간 미친 듯이 행동하게 된다. 진연지(陳延之) 5세기 C.E. 
 도교 연금술 문헌에서 언급된 식물은 갯기름나물이 아니라 Saposhnikovia divaricata를 지칭하는 것일 수 있다. 도교 현인 도홍경은 두 종류의 방풍(중국에서 보통 Saposhnikovia를 지칭한다)에 대해 언급하며 다음과 같이 말한다: 
뿌리는 매콤하고 독이 없다. 위쪽에서 두 갈래로 갈라지는 종류는 광기를 유발한다. 아래쪽에서 두 갈래로 갈라지는 종류는 오래된 질병을 되살아나게 한다.
 '매콤하고 독이 없는' 것은 한국 요리에서 P. japonicum을 사용하는 것과 잘 맞고, '위쪽에서 두 갈래로 갈라지는' 것과 '광기를 유발하는' 것은 S. divaricata의 형태와 약용/독성 특성과 일치한다. 그러나 방규로서 갯기름나물은 분명히 중국에서 약용 및 요리 목적으로 사용되며, '배설제', 이뇨제, 기침약, 진정제, 자양강장제로 사용된다.
명나라 약학자 이시진 역시 갯기름나물은 약용이지만 그 자체로는 독성이 없으며, 이 약물의 환각 효과는 아마도 아코니툼 또는 대극 종에서 유래한 물질의 불순물 때문일 것이라고 생각했다.

## 같이 보기
- 중국 본초의 환각 식물